# Alexiu Viciu
Alexiu Viciu (sau Alesiu Viciu, n. 14 decembrie 1855, Agrișteu, Mureș – d. 6 februarie 1950, Blaj) a fost un profesor, folclorist, și dialectolog român din Transilvania.

## Biografie
Născut în satul Agrișteu, Mureș, este ultimul din cei doisprezece copii ai Floarei și ai lui George (Georgiu) Viciu, preot greco-catolic al parohiei Agrișteu între anii 1850-1881. După un an de școală în satul natal, Alexiu își continuă studiile la Blaj (1864-1874) și apoi la Colegiul de Propaganda Fide din Roma. În 1879 absolvă Seminarul Teologic din Blaj, iar în 1881 este hirotonit preot. Devenit profesor de limba română și latină la Gimnaziul superior greco-catolic din Blaj, îi are printre elevi pe scriitorul istroromân Andrei Glavina. Inspirat de mentorul său Ioan Micu Moldovan, se interesează de folclor. De-a lungul vieții publică diverse culegeri și studii de poezie populară. Între 1888-1892 colaborează la revista Convorbiri Literare unde îi apar nu mai puțin de 351 de cântece, strigături, balade, ș.a sub semnătura V. Alesiu. Pasiunea îi este împartășită și de fratele său Benedict Viciu (1842 - 1939), precum și de fiul său Quintiliu Viciu (1884 - 1971) cu care colaborează. Interesat de dialectologie, strânge forme dialectale ale limbii române din Transilvania. Alexiu Viciu moare la vârsta de 94 de ani la Blaj, orașul în care și-a petrecut cea mai mare parte a vieții.

## Lucrări
1. Limba română poporană și dialectul sicilian, Blaj, 1904;
2. Flori de câmp. Doine, strigături, bocete, balade. Colecție de folclor inedită, publicată cu un studiu introductiv, note, indici și glosar de R. Todoran și I. Taloș, Cluj-Napoca, 1976, 336 p.
3. Colinde din Ardeal, Datini de Crăciun și credințe poporane. Culegere cu adnotațiuni și glosar, București, 1914. XIl + 212 p. (cu 306 piese).